# Mladen Bašić
Mladen Bašić (Zagreb, 1 de agosto de 1917 - Zagreb, 21 de noviembre de 2012) fue un pianista y director de orquesta yugoslavo, o croata.

## Vida y carrera
Mladen Bašić estudió piano, dirección y composición en el Conservatorio de Zagreb. Su carrera musical empezó en 1940, primeramente como maestro concertador y a partir de 1945 como director de la Ópera del Teatro Nacional Croata de Zagreb (de 1955 hasta 1958 fue también director de ópera). En 1959 fue invitado como Director de Ópera en el Salzburger Landestheater de Salzburgo y un año más tarde fue contratado como primer director de la orquesta del Mozarteum de Salzburgo. De 1962 hasta 1972 fue director invitado permanente en el Gran Teatro del Liceo de Barcelona. En 1967 y 1968 fou nombrado primer director de la Ópera de Frankfurt. De 1968 hasta 1970 volvió a trabajar en su país, esta vez como director musical del festival de verano "Splitsko ljeto" y como director de ópera del Teatro Nacional Croata de Split. De 1970 hasta 1978 fue director permanente y responsable de programación de la Orquesta Filarmónica de Zagreb, donde colaboró estrecha y exitosamente con el entonces director principal Lovro von Matačić. En 1978 fue invitado a Mainz, donde ejerció hasta 1990 de director general de música.
Como director de orquesta dirigió Mladen Bašić en muchas salas de conciertos europeas. Su esmerada selección de partituras y su muy trabajada preparación de cada representación hicieron que sus interpretaciones musicales fueran cada vez más refinadas desde el punto de vista estilístico y ricas de contenido. Recibió especial reconocimiento por sus numerosos estrenos de trabajos de compositores croatas contemporáneos, como por ejemplo por el estreno del oratorio escénico Marulova pisan de Boris Papandopulo. También ganó mucho reconocimiento por las primeras representaciones en su país de las obras más conocidas a nivel mundial de Maurice Ravel, Benjamin Britten, Serguéi Prokófiev, Ígor Stravinski, Florent Schmitt y Béla Bartók.

## Distinciones
- En 1997 fue Mladen Bašić honrado con el premio Vladimir Nazor del Ministerio de Cultura de la República de Croacia por su trayectoria profesional.
- En 1998 recibió el Premio Tito Strozzi del Teatro Nacional Croata de Zagreb por la representación de la ópera La violación de Lucrecia de Benjamin Britten.
- En 2006 se le otorgó en Premio Lovro von Matacic por parte de la Asociación Croata de Músicos Académicos (en croata: HDGU) por su trayectoria musical.